# Gymnázium v Českém Těšíně

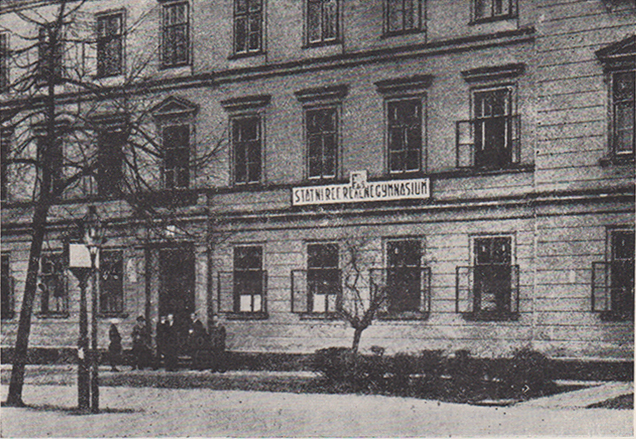
Původní budova gymnázia v Masarykových sadech

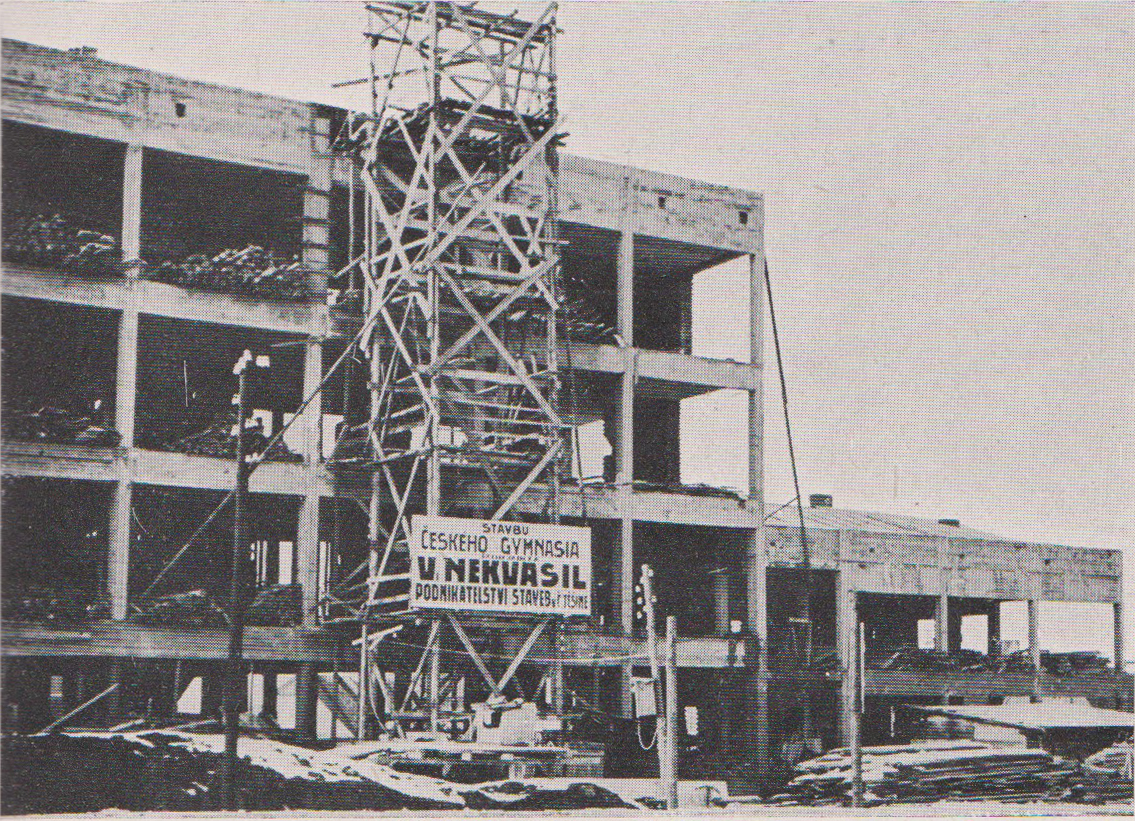
Výstavba nové školní budovy

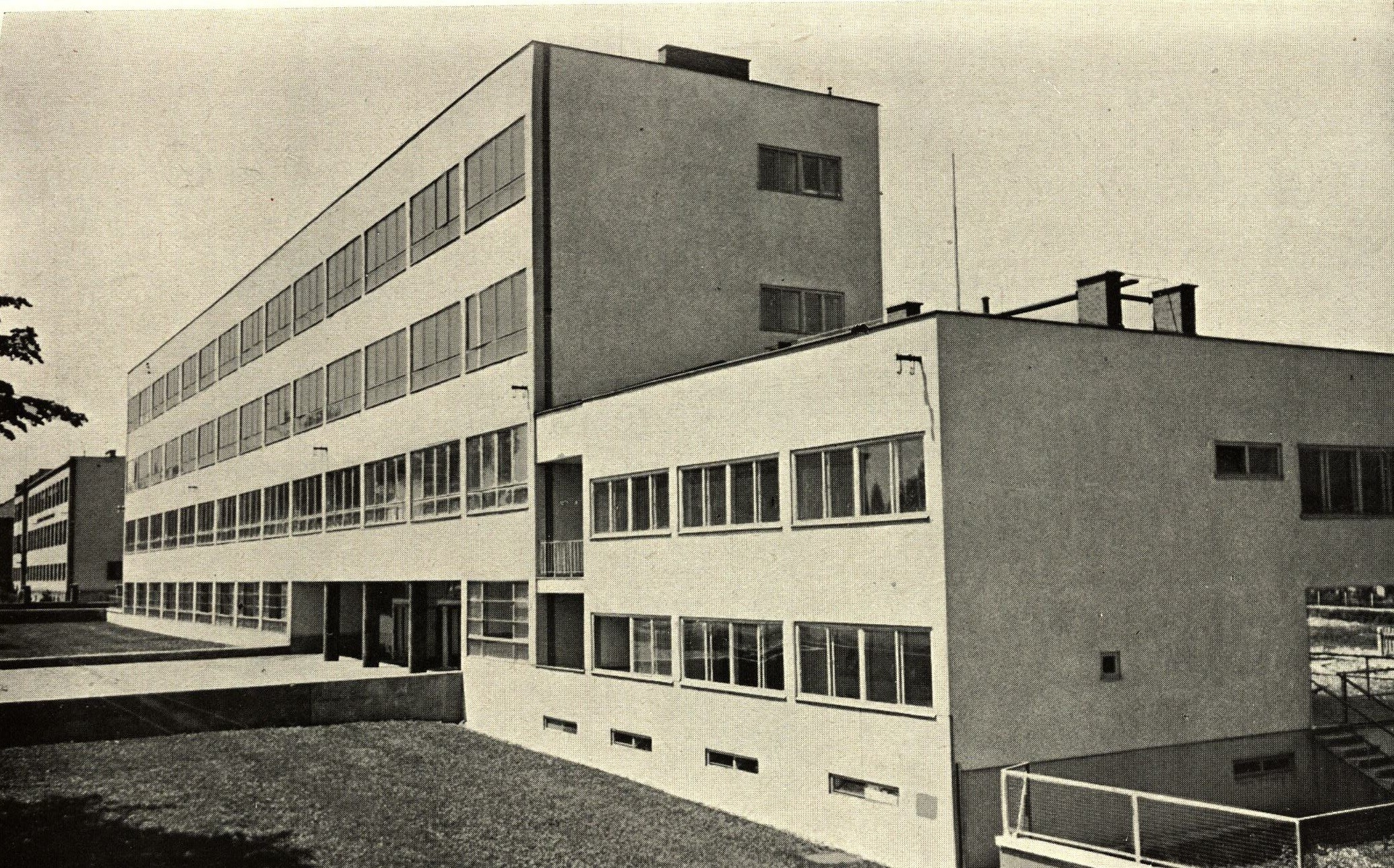
Nová školní budova gymnázia na Frýdecké ulici krátce po svém dokončení

Gymnázium Josefa Božka je střední škola v Českém Těšíně s českým vyučovacím jazykem, která byla založena v roce 1921. Do roku 2015 byla tato škola známá pod názvem Gymnázium Český Těšín.

## Nejstarší historie
Významným počinem v oblasti regionálního školství se stalo založení soukromého Českého reformního reálného gymnasia Slezské matice osvěty lidové v Českém Těšíně dne 1. 9. 1921. Od 1. 9. 1923 přešla škola pod státní správu a její název se změnil na Státní československé gymnasium v Českém Těšíně.
Škola zpočátku působila v přízemí úřednického domu č. 8 v dnešních Masarykových sadech. S přibývajícím počtem studentů pak byly pronajímány prostory v sousedních objektech (postupně na 5 různých místech), což vedlo k nutnosti výstavby nové školní budovy. Až po delší době byl nalezen vhodný pozemek v nově vznikající čtvrti Rozvoj. Tehdejší ministerstvo veřejných prací zadalo zakázku stavebního návrhu pražskému architektovi Jaroslavu Fragnerovi, díky němuž vznikla na svou dobu velmi moderní a stylově vyvážená funkcionalistická stavba s řadou frontálních oken v průčelí. Dne 26. června 1932 byl slavnostně položen základní kámen školy a od 1. září 1935 již probíhala výuka v novém objektu. Od roku 1936 došlo k úpravě obsahu vzdělávání na této škole, s níž souvisela i změna názvu školy: Státní československé gymnasium v Českém Těšíně. 
Dne 2. srpna 1938 přibyly ke škole třídy s polským vyučovacím jazykem.
Do historie školy výrazně zasáhly události na konci roku 1938. Na základě mnichovské dohody vstoupila 1. října 1938 na území československé části Těšínska polská okupační vojska a o 2 dny později došlo i k ukončení činnosti českého gymnázia ve městě. Instituce byla přeložena do Frýdku a její činnost zde pokračovala do 1. září 1939, kdy byla sloučena s gymnáziem v Místku, a tím právně zanikla.
V gymnazijní budově na Frýdecké ulici v nově sjednoceném Těšíně vzniklo polské Państwowe gimnazjum im. A. Osuchowskiego. Po vypuknutí 2. světové války gymnázium zaniklo a ve školní budově byly ubytovány nejprve německé rodiny z Volyňska, poté zde byla zřízena německá dívčí škola Maria Theresia Schule-Oberschule für Mädchen a na konci války umístěn vojenský lazaret.
Po osvobození byla 1. září 1945 činnost českotěšínského gymnázia obnovena. V roce 1953 došlo v celé republice ke zrušení gymnázií, které byly nahrazeny jedenáctiletými středními školami. Dne 1. září 1961 byla dosavadní jedenáctiletka rozdělena na základní devítiletou školu (ZDŠ), která zde působila do roku 1976, a tříletou střední všeobecně vzdělávací školu (SVVŠ). Zároveň byl do výuky na SVVŠ zařazen nový předmět – základy výroby. Z toho důvodu ke stávajícímu objektu přibyla školní dílna a skleník.
V souvislosti s politickým uvolněním a demokratizačním procesem po lednu 1968 byla otevřena jedna třída čtyřletého gymnázia s přírodovědným zaměřením. Postupně škola přecházela na čtyřletý studijní cyklus.
V 70. letech proběhla zásadní rekonstrukce školy a inženýrských sítí. Byly zřízeny odborné učebny pro chemii a fyziku, 2 jazykové učebny, učebna společenských věd, pracovna pro biologii a laboratoř pro fyziku a chemii. Bývalá kreslírna byla upravena na síň tradic školy (nynější aula).
K další změně v organizaci výuky došlo na konci 70. let, kdy v souvislosti s přechodem na novou školskou soustavu byli do 1. ročníku přijímáni žáci z 8. tříd základních škol a v souvislosti s programem přibližování středních škol pro potřeby odborné praxe byl do výuky zaveden nový předmět – Základy výroby a odborné přípravy (ZVOP). Zároveň byly zrušeny předměty estetické – hudební a výtvarná výchova – včetně osvědčeného dělení studia na větev přírodovědnou a humanitní.
Škola nadále pokračovala v tradičních akcích, jakými byly kurzy tance a společenské výchovy, dále pak školní ples, akademie nebo kupř. vystoupení žáků při různých kulturních a společenských příležitostech.
Velkou rekonstrukcí prošla škola v 80. letech – výměna oken, oprava střechy, renovace zelených ploch před školou, zřízení školní kuchyně s jídelnou. Zároveň došlo ke zřízení učebny výpočetní techniky a k modernizaci stávajících odborných učeben a kabinetů, např. biologie, fyziky a chemie. Na sklonku 80. let byla na hřišti školy postavena montovaná tělocvična BIOS. V roce 1986 byl historický objekt školy prohlášen za kulturní památku.

## Historie v letech 1989–2012
Převratné změny v dalším vývoji školy nastaly po listopadu 1989. Byla odstraněna všeobecně povinná ideově politická školení a zavedena nepovinná výuka náboženství. Dne 1. listopadu 1990 získala škola právní subjektivitu. Od školního roku 2001/2002 se stal zřizovatelem školy Moravskoslezský kraj.
Od školního roku 1990/1991 byly znovu zavedeny předměty estetické výchovy – výtvarná a hudební. Zároveň škola zahájila jako jedna z prvních v republice vedle stávajícího čtyřletého cyklu i gymnázium sedmileté (od školního roku 1996/1997 osmileté). U příležitosti oslav 70. výročí založení školy byla v interiéru školy odhalena pamětní deska absolventům školy, kteří padli nebo byli umučeni v dobách druhého a třetího odboje.
Změnila se rovněž forma a struktura výuky cizích jazyků. Od 90. let začali na škole působit zahraniční lektoři anglického jazyka, pořádaly se výměnné zájezdy do Francie, Velké Británie, Rakouska a Německa. Na základě konkurzů byli někteří studenti vybráni pro delší studijní pobyty na školách obdobného typu v zahraničí, např. v USA nebo ve Francii.
V souvislosti s novými trendy výchovy a vzdělávání byla i na naší škole zahájena výuka předmětu Informatika a výpočetní technika. Postupně vznikaly a byly modernizovány počítačové učebny. V roce 1998 byl do školy zaveden internet. Došlo k postupnému převodu agendy školy pro využití výpočetní techniky. V letech 2005/2006 byla navíc přestavěna klasická učebna v učebnu multimediální pro výuku cizích jazyků. Charakter multimediálních pracovišť získaly i učebny fyziky, chemie, biologie a zeměpisu. Od dubna 2004 byl gymnáziu udělen Status informačního centra SIPVZ. Od roku 2009 se škola stala Informačním centrem Moravskoslezského kraje.
Rovněž v porevolučních letech probíhaly práce renovačního charakteru. Navíc bylo u školy v roce 1994 zřízeno hřiště s umělým povrchem a v letech 2009–2010 došlo k oplocení školního areálu.
Organizovanější podobu získala zájmová činnost na gymnáziu, když vznikl Sportovní klub Gymnázia a následně Středoškolský klub Gymnázia.
Škola nadále pro žáky organizovala odborné exkurze, plavecký výcvik, lyžařský kurz ve Velkých Karlovicích a sportovně turistické kurzy: pro nižší gymnázium ve Velkých Karlovicích a pro vyšší gymnázium v Chorvatsku. Studenti gymnázia se trvale zapojili do vzdělávacích, společenských, kulturních a sportovních aktivit města Českého Těšína a regionu Těšínska. Tou nejvýznamnější bylo organizování Majálesu. Vysokou úroveň měl i nový studentský měsíčník HUGO, který začal pravidelně vycházet od roku 2002.
Na dobrém jménu školy se podepsala i kvalitní spolupráce s rodiči, a to díky Sdružení rodičů, jehož činnost byla po pětileté přestávce v roce 1995 obnovena. Škola spolupracovala s Třineckými železárnami, Finidrem, Úřadem práce Český Těšín, občanským sdružením Trianon a Městským úřadem v Českém Těšíně.
Novinkou v historii školy se stalo založení Nadačního fondu přátel gymnázia Český Těšín dne 16. července 2009, a to z iniciativy jejího absolventa Ing. Petra Pajase. Sídlo nadace se nachází v areálu Břevnovského kláštera v Praze. Účelem jejího vzniku je podpora rozvoje kvality výuky na škole.
Zvláštní pozornost si zasluhovala a nadále zasluhuje bohatá projektová činnost, která studentům rozšiřuje obzory poznání a obohacuje je o nové společenské kontakty.

## Současnost
Již během podzimních prázdnin školního roku 2011/2012 bylo zřízeno připojení všech tříd k internetu a zprovozněna Wi-Fi pokrývající celou školu. Postupně byly zaváděny do všech standardních tříd a odborných učeben počítače s dataprojektory. Kompletní multimedializace těchto prostor byla ukončena ve školním roce 2013/2014. Odborné učebny byly postupně vybavovány dokumentovými kamerami. Zároveň došlo k rekonstrukci auly do podoby reprezentativní místnosti s možností multimediální výuky i koncertního využití. Od ledna 2012 byl spuštěn elektronický stravovací systém.
Dne 1. března 2012 byl zprovozněn byt v přízemí, který slouží jako ubytování pro návštěvy. V říjnu 2013 byla zprovozněna renovovaná učebna fyziky. Byly dokončeny toalety pro studenty ve všech patrech, zároveň i sprchy a toalety u malé tělocvičny. V tomtéž školním roce byla zcela nově zřízena učebna geografie. Od února 2014 byla zprovozněna nová jazyková učebna v 1. patře na místě bývalé sborovny. Ve školním roce 2014/2015 došlo k opravě učebny hudební výchovy, kde byla provedena sanace zdiva a kompletní výměna podlahy.

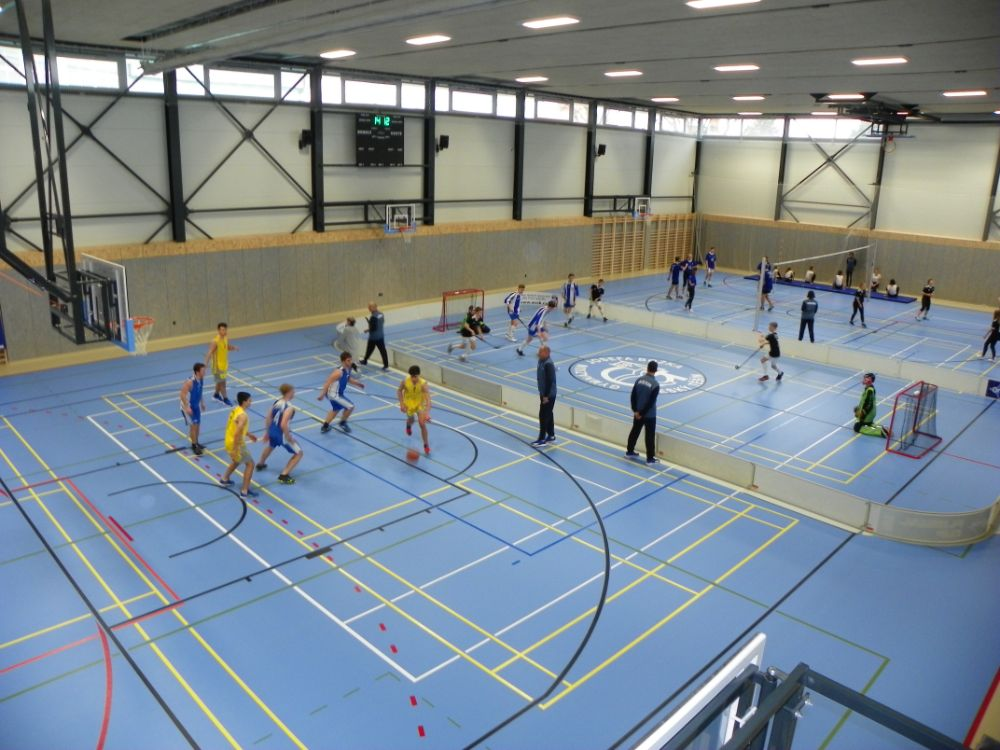
Sportovní hala

Během listopadu 2016 byla dokončena rekonstrukce bývalého „skleníku“ v netradiční učebnu, která může sloužit k výuce jazyků, seminářů a hudební výchovy v prostředí bez lavic, bez zvonění, s relaxačním kobercem, polštáři a sedacími kostkami. Prostor rovněž využívá studentský klub.
Ve stejném školním roce bylo ve 2. patře školy zřízeno bezbariérové WC a byl pořízen schodolez. Ve školním roce 2017/2018 došlo k instalaci čtyř bezpečnostních kamer, byla provedena celková rekonstrukce a modernizace biologické laboratoře a ve 2. patře budovy vznikl čtenářský koutek.

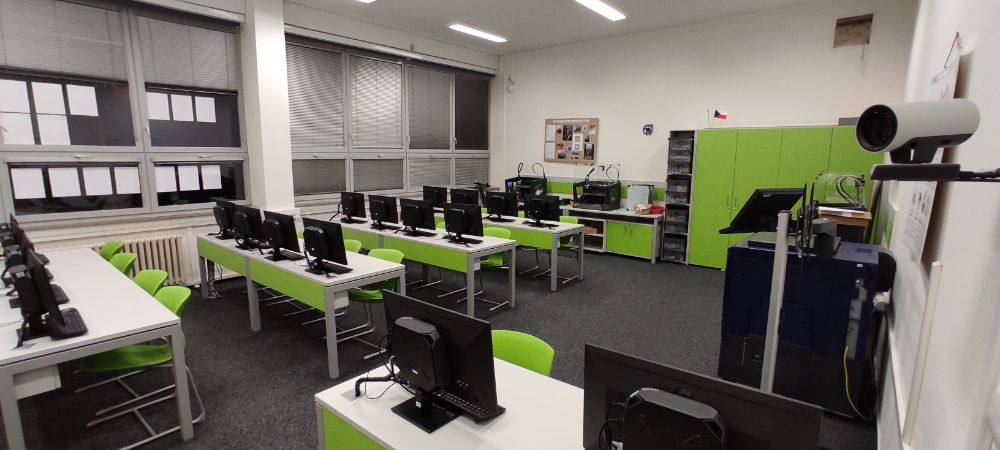
Specializovaná multimediální učebna

Dne 5. září 2018 byl položen kámen nové sportovní haly a v krátké době se začalo s její výstavbou. K jejímu slavnostnímu otevření došlo 26. února 2020. Vzápětí vznikl nový sportovní areál na nádvoří školy, jež byl zprovozněn 30. září 2021. Je určen pro míčové sporty, jeho součástí je i workoutové hřiště a venkovní posilovna.

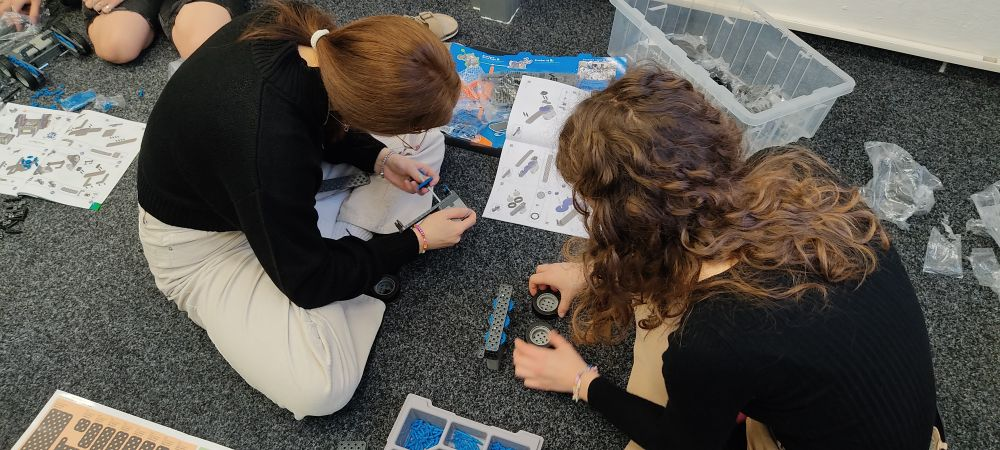
Kroužek robotiky

V tomto období došlo ke kompletní modernizaci dvou jazykových učeben, které byly vybaveny klimatizací, zcela moderní IC technikou s výukovým systémem ROBOTEL. Vznikla rovněž třetí jazyková učebna vybavená IC technologiemi s výukovým systémem OMNEO. V prostorách za aulou byla zprovozněna další učebna pro výuku odborných seminářů s možností výstupu do otevřeného venkovního prostoru v prvním patře, kde za příznivého počasí může výuka rovněž probíhat.
Ve školním roce 2019/2020 došlo k obnově nábytku v aule a byla zahájena postupná modernizace interiéru učitelských kabinetů. V rámci rekonstrukce interiéru školy došlo k postupné modernizaci vybavení školní kuchyně a v září roku 2021 byla dokončena rekonstrukce i školní jídelny. Došlo k jejímu podstatnému rozšíření, položení nových podlah a obkladů a k vybavení novými jídelními stoly a židlemi.

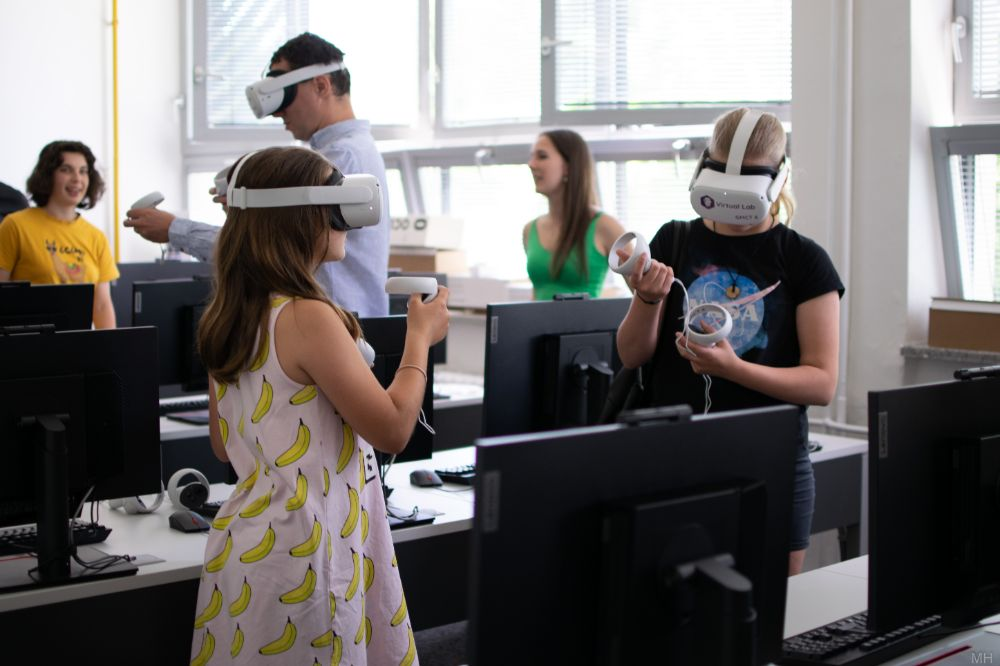
Učebna virtuální reality

Během jara a letních prázdnin proběhla příprava Specializované multimediální učebny pro výuku grafiky a dalších odborných předmětů. Již v době uzavření škol v důsledku covidové pandemie byla v jejích prostorách využita zapůjčená videokonference k zajištění distanční výuky českého jazyka a literatury, matematiky, fyziky, chemie, biologie a informační a výpočetní techniky. Dne 15. září 2021 byla slavnostně otevřena, tentokrát již s naším vlastním vybavením, které mj. zahrnuje tři špičkové 3D tiskárny s  skenery, 19 nových počítačů, konferenční systém CISCO WEBEX, velkoplošný tablet, interaktivní tabuli, barevný kopírovací stroj, přibližně 50 robotů, dronů a další vybavení.
Na začátku školního roku 2021/2022 došlo k digitalizaci školní knihovny a v současné době je většina literárních děl k maturitě přístupná on-line. Rovněž byla zřízena učebna virtuální reality a pro rychlejší informovanost o dění na škole byl zřízen školní Instagram.
V souvislosti s nástupem nového vedení školy vešly do jejího života nové tradice. Tou první byla slavnostní imatrikulace studentů 1. ročníku a primy, která se koná každoročně v podzimních měsících. Ta první se uskutečnila dne 24. listopadu 2011. Od téhož roku se v předposledním prosincovém týdnu v aule školy koná Bleší trh pro dobrou věc, později známý pod zkráceným názvem Blešák, jehož finanční výtěžek je věnován charitativním účelům. Od školního roku 2011/2012 se každoročně (i v době „covidové“) konají přípravné kurzy z matematiky a českého jazyka pro uchazeče o studium na středních školách. K tradičně každoročnímu listopadovému Dni otevřených dveří přibyl ještě jeden, a to únorový.
Od září 2012 probíhají adaptační kurzy pro studenty 1. ročníků a žáků primy. Od téhož roku se koná slavnostní předávání ocenění nejlepším žákům naší školy ze strany Nadačního fondu přátel gymnázia. V lednu 2013 se poprvé uskutečnil Reprezentační ples gymnázia a v posledním červnovém týdnu se pravidelně koná neformální setkání ředitele školy se studenty, kteří úspěšně reprezentovali školu ve vědomostních, uměleckých a sportovních soutěžích. 
Od února 2015 pořádá naše škola pro žáky 5. tříd základních škol soutěž ve Finanční gramotnosti – Božkova kasička. Od téhož roku je každoročním pořadatelem festivalu Umím francouzsky a od roku 2018 se stala organizátorem vlastivědné soutěže pro žáky 9. tříd českotěšínských základních škol pod názvem „Jak dobře znáš svůj kraj“.
Od školního roku 2014/2015 se počet tříd ustálil na počtu dvanácti: čítá 8 tříd osmiletého cyklu a 4 třídy cyklu čtyřletého. Počet studentů se tak pohybuje v rozmezí od 350 do 360. Každoročně se uchazeči podrobují přijímacím zkouškám z matematiky a českého jazyka, a to podle výsledku testů zadávaných společností CERMAT, studijních výsledků v posledních ročnících základní školy a dosavadních úspěchů ve vědomostních a naukových soutěžích vyhlašovaných MŠMT.
Na naší škole působí řada úspěšných pedagogů. Medailemi ministerstva školství, mládeže a tělovýchovy byli oceněni Ing. Jaroslav Ochodek, Mgr. Lenka Ciencialová, Mgr. Dagmar Nogová, PhDr. Alena Hasáková a Mgr. Andrea Šteflová.               
Od roku 2009 gymnázium organizuje a provádí rekvalifikační kurzy, vzdělávací kurzy a odborná školení, např. vzdělávání v oblasti ICT dovedností, jazykové kurzy, vzdělávání seniorů, další vzdělávání pedagogických pracovníků (DVPP) atd.
Další prioritou v oblasti vzdělávání je výuka biologie a ekologie, přičemž v této oblasti byla koordinací environmentálního vzdělávání pověřena Mgr. Jarmila Kudělová, která je členkou Klubu ekologické výchovy se sídlem v Praze. V dubnu 2015 získalo naše gymnázium ocenění Škola udržitelného rozvoje pro období 2015–2017. Jedná se o nejvyšší prestižní ocenění udělované školám, které jsou výrazně aktivní v oblasti environmentálního vzdělávání, výchovy a osvěty. Toto ocenění škola získala i v letech 2018 a 2021.
V oblasti mimoškolní výuky gymnázium nadále organizuje pro žáky odborné exkurze v tuzemsku i zahraničí, plavecký výcvik, lyžařské kurzy, sportovně turistické kurzy a nově vodácký kurz v jižních Čechách.

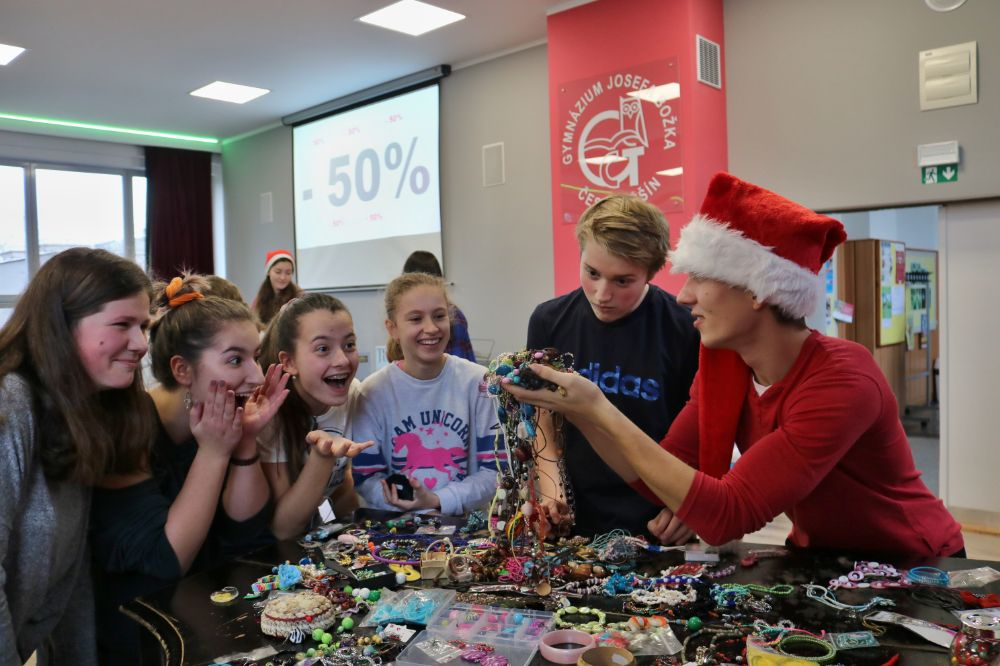
Vánoční Blešák

Mezi výrazné aktivity studentů patří vedle organizace Blešáku také vydávání nového školního časopisu. Podílí se rovněž na dalších humanitárních a charitativních akcích, jako jsou Život dětem – Srdíčkové dny, což je pomoc dětem se závažným onemocněním, které jsou trvale odkázány na domácí péči svých rodičů; Světluška – veřejná dobročinná sbírka na podporu nevidomých a slabozrakých; a spolupracují se stacionářem Radost v Třinci pro osoby s mentálním a kombinovaným postižením. Od školního roku 2012/2013 se studenti v hodinách českého jazyka zapojují do charitativního projektu Čtení pomáhá, který je zaměřen na pomoc seniorům a handicapovaným dětem. Mezi zatím poslední charitativní činnosti školy patří od školního roku 2018/2019 Potravinová sbírka na pomoc lidem v nouzi.
Gymnázium se rovněž zapojilo do spolupráce se školami v zahraničí. Jejím dlouhodobým partnerem je Gymnázium Jozefa Miloslava Hurbana v Čadci, kde mj. spolupracuje na projektu Čadmun, což je modelové zasedání OSN, kde studenti v anglickém jazyce projednávají aktuální celosvětová témata. Od března 2014 se další partnerskou školou stal Lycée André Malraux ve francouzském Remiremontu.

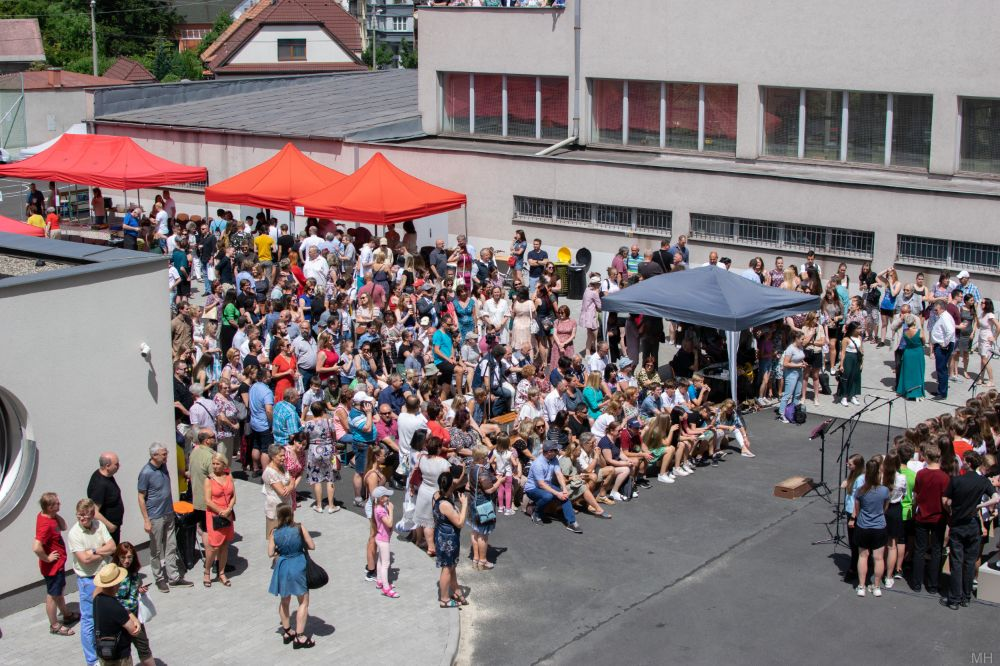
Oslavy 100. výročí založení školy

Na dobrém jménu školy se podepisuje efektivní spolupráce se Spolkem rodičů a přátel školy, s Nadačním fondem přátel gymnázia Český Těšín (NFPGČT), Městem Český Těšín a občanským sdružením Trianon.
Škola se pravidelně zapojuje do rozvojových a mezinárodních programů, jako je např. Fulbrightova nadace, díky níž mohou na gymnáziu vyučovat anglický jazyk rodilí mluvčí, většinou z USA, ale také z Velké Británie nebo Nového Zélandu.
Od 6. dubna 2016 nese škola nový název, a to Gymnázium Josefa Božka, Český Těšín, příspěvková organizace. V souvislosti s tím převzala škola patronát nad rekonstrukcí hrobu tohoto slavného vynálezce na Olšanských hřbitovech v Praze, a to společně s ČVUT. K jeho slavnostnímu odhalení po jeho obnově došlo 29. června 2018. V souvislosti s osobností tohoto vynálezce vznikl v roce 2016 nový studentský časopis BOŽKOPIS, který za dobu své existence získal několik ocenění.     

## Ředitelé školy
- Karel Svoboda, (1921–1922)
- Konstantin Petřík, (1922–1939)
- František Ondrák, (1939)
- Antonín Kejzlar, (1945–1946)
- Bedřich Hustý, (1946–1967)
- Jiří Karas, (1967–1974)
- Hana Bijoková, (1974–1990)
- Hynek Pospíšil, (1990–1994)
- Zbyšek Ondřeka, (1994)
- Petr Šářec, (1994–2006)
- Zuzana Carbolová, (2006–2011)
- Tomáš Hudec, (2011–dodnes)

## Známí absolventi
- Vojtěch Bednář – sociolog
- Jan Dobeš – ředitel Ústavu jaderné fyziky (ÚJF AV ČR)
- Renata Drössler – šansoniérka
- Radovan Krejčíř – zločinec
- Bohumil Maroš – docent, Strojní fakulta VUT v Brně, obor Aplikovaná matematika
- Tomáš Míček – fotograf
- Petr Novák – předseda Krajského soudu v Ostravě
- Věslav Michalik – politik a fyzik
- Petr Pajas – bývalý Guvernér českého distriktu Rotary International
- Jiří Prokel – režisér
- Jiří Rusnok – bývalý ministr a ekonom, guvernér České národní banky
- Vladislav Santarius – evangelický duchovní
- Prokop Siostrzonek – převor Břevnovského kláštera
- Alex Speiser – přeživší holocaust, jeden z protagonistů rozvoje izraelského hi-tech
- Oto Ševčík – herec a režisér
- Zdeněk Žák – dopravní expert, bývalý ministr dopravy ČR
- Igor Stříž – nejvyšší státní zástupce
- Jan Spratek – popularizátor vědy a kosmonautiky